# Pete Sampras
Pete Sampras (* 12. srpna 1971) je bývalý profesionální americký tenista a bývalá světová jednička.
Jedná se o jednoho z nejúspěšnějších tenistů v celé historii tohoto sportu. Mezi jeho nejsilnější stránky patřil servis, forhend a voleje.
V letech 1993 až 2000 se Sampras opakovaně vyskytoval na 1. místě mezinárodního žebříčku ATP. Na této pozici strávil dohromady 286 týdnů, což jej řadí na 3. místo za 2. Rogera Federera (302 týdnů) a 1. Novaka Djokovice. Za svou kariéru vyhrál celkem 64 turnajů ATP ve dvouhře, z toho 14 grandslamových.

## Finále

### Finále na Grandslamech

#### Dvouhra: 18 (14 vítěz, 4 finalista)
| Stav      | Rok  | Turnaj              | Povrch       | Soupeř           | Výsledek                           |
| --------- | ---- | ------------------- | ------------ | ---------------- | ---------------------------------- |
| Vítěz     | 1990 | US Open (1)         | Tvrdý povrch | Andre Agassi     | 6–4, 6–3, 6–2                      |
| Finalista | 1992 | US Open             | Tvrdý povrch | Stefan Edberg    | 3–6, 6–4, 7–6(7–5), 6–2            |
| Vítěz     | 1993 | Wimbledon (1)       | Tráva        | Jim Courier      | 7–6(7–3), 7–6(8–6), 3–6, 6–3       |
| Vítěz     | 1993 | US Open (2)         | Tvrdý povrch | Cédric Pioline   | 6–4, 6–4, 6–3                      |
| Vítěz     | 1994 | Australian Open (1) | Tvrdý povrch | Todd Martin      | 7–6(7–4), 6–4, 6–4                 |
| Vítěz     | 1994 | Wimbledon (2)       | Tráva        | Goran Ivanišević | 7–6(7–2), 7–6(7–5), 6–0            |
| Finalista | 1995 | Australian Open     | Tvrdý povrch | Andre Agassi     | 4–6, 6–1, 7–6(8–6), 6–4            |
| Vítěz     | 1995 | Wimbledon (3)       | Tráva        | Boris Becker     | 6–7(5–7), 6–2, 6–4, 6–2            |
| Vítěz     | 1995 | US Open (3)         | Tvrdý povrch | Andre Agassi     | 6–4, 6–3, 4–6, 7–5                 |
| Vítěz     | 1996 | US Open (4)         | Tvrdý povrch | Michael Chang    | 6–1, 6–4, 7–6(7–3)                 |
| Vítěz     | 1997 | Australian Open (2) | Tvrdý povrch | Carlos Moyá      | 6–2, 6–3, 6–3                      |
| Vítěz     | 1997 | Wimbledon (4)       | Tráva        | Cédric Pioline   | 6–4, 6–2, 6–4                      |
| Vítěz     | 1998 | Wimbledon (5)       | Tráva        | Goran Ivanišević | 6–7(2–7), 7–6(11–9), 6–4, 3–6, 6–2 |
| Vítěz     | 1999 | Wimbledon (6)       | Tráva        | Andre Agassi     | 6–3, 6–4, 7–5                      |
| Vítěz     | 2000 | Wimbledon (7)       | Tráva        | Patrick Rafter   | 6–7(10–12), 7–6(7–5), 6–4, 6–2     |
| Finalista | 2000 | US Open             | Tvrdý povrch | Marat Safin      | 6–4, 6–3, 6–3                      |
| Finalista | 2001 | US Open             | Tvrdý povrch | Lleyton Hewitt   | 7–6(7–4), 6–1, 6–1                 |
| Vítěz     | 2002 | US Open (5)         | Tvrdý povrch | Andre Agassi     | 6–3, 6–4, 5–7, 6–4                 |

## Život
Petros Sampras se narodil ve městě Washington, D.C. jako třetí dítě Soteriose "Sammyho" a Georgie (za svobodna Vroustouris) Samprasových. Jeho matka pocházela ze Sparty v Řecku a jeho otec se narodil ve Spojených státech řeckému otci Costasu "Gusovi" Samprasovi a židovské matce jménem Sarah Steinberg. O nedělích navštěvoval pravidelné bohoslužby řecké pravoslavné církve. Ve věku 3 let objevil ve sklepě tenisovou raketu a hodiny odpaloval míčky o zeď.

## Konec kariéry
Po svém posledním grandslamovém vítězství na US Open 2002 si vzal čas na rozmyšlenou, zda bude pokračovat v kariéře. Poté zkoušel několikrát trénovat, ale nakonec se rozhodl, že ukončí kariéru, což sdělil zaplněnému hledišti na US Open 2003. Sampras je posledním Američanem, který dokázal vyhrát Wimbledon (2000) a Turnaj mistrů (1999).

## Rivalita s Andre Agassim
Mezi nejčastější Samprasovy soupeře patřil jeho krajan Andre Agassi. Celkem se s ním utkal ve 34 zápasech. Bilance vyznívá lépe pro Samprase v poměru 20 výher a 14 proher. Zatímco Sampras dominoval především na trávě a na koberci, bilance na tvrdém povrchu a na antuce byla poměrně vyrovnaná. Protože se jednalo o špičkové hráče, většinu svých soubojů odehráli ve finále turnajů. Ve finále se utkali 16krát, přičemž úspěšnější byl opět Sampras, který zvítězil v devíti soubojích.

### Rivalita ve statistikách
- Všechna utkání: Sampras, 20–14
- Tvrdý povrch: Sampras, 11–9
- Tráva: Sampras, 2–0
- Antuka: Agassi, 3–2
- Koberec: Sampras, 5–2
- Utkání na grandslamech: Sampras, 6–3
- Finálová utkání: Sampras, 9–7

## Samprasova "nemesis"
Samprasovi se nikdy nepodařilo vyhrát antukový grandslam French Open, protože jeho útočnému stylu hry vyhovovaly spíše rychlejší povrchy. Na tomto turnaji se dostal nejdále do semifinále v roce 1996, kde podlehl Rusovi Kafelnikovovi 0-3 na sety. Na antuce získal pouhé 3 tituly z celkových 64 (na trávě, kde se hraje minimum turnajů, získal celkem 10 titulů). Vyhrál celkově 7× Wimbledon od roku 1993–2000 ho ve dvouhře na WImbledonu dokázal porazit pouze Richard Krajicek.